# Malcolm L. H. Green
Malcolm L. H. Green, häufig M. L. H. Green zitiert, (* 16. April 1936 in Eastleigh, Hampshire; † 24. Juli 2020) war ein britischer Chemiker.
Green erlangte seinen Bachelor-Abschluss 1956 am Acton Technical College in London und wurde 1959 bei Geoffrey Wilkinson am Imperial College promoviert. 1960 wurde er Assistant Lecturer an der Universität Cambridge und 1961 Fellow des Corpus Christi College in Cambridge. 1963 wurde er Septcentennary Fellow in Anorganischer Chemie des Balliol College an der Universität Oxford, 1965 wurde er Lecturer in Oxford und 1979 bis 1986 war er dort Royal Society Research Fellow. 1989 wurde er Professor für Anorganische Chemie in Oxford und Direktor des Labors für Anorganische Chemie in Oxford sowie Fellow des St. Catherine´s College. 2004 emeritierte er, forschte aber weiter in Oxford.
2006 war er einer der Gründer der Firma Oxford Catalysts Group, entstanden aus seiner Entwicklung selektiver Katalysatoren aus Metallcarbiden zur Teil-Oxidierung von Methan.
Er war unter anderem Gastprofessor in Paris (École de Chimie, Institute des Substances Naturelles), Sherman Fairchild Scholar am Caltech (1981), Gastprofessor an der Harvard University (1975) und an der TU München (1991).
Green leistete wichtige Beiträge zur Metallorganischen Chemie mit Übergangsmetallen. Er demonstrierte als Erster C-H-Aktivierung, das Einfügen von Übergangsmetallen in C-H Bindungen. Hier prägte er den Begriff Agostische Wechselwirkung mit Maurice Brookhart. Ab den 1990er Jahren befasste er sich mit Heterogener Katalyse und Kohlenstoff-Nanotechnologie, zum Beispiel Kohlenstoff-Nanoröhren.

## Ehrungen
- 1972 Corday-Morgan-Medaille in Anorganischer Chemie, Royal Society of Chemistry
- 1978 Medal in Transition Metal Chemistry, Royal Society of Chemistry
- 1982 Tilden Lecture und Preis
- 1984 American Chemical Society Award in Inorganic Chemistry
- 1986 Medal in Organometallic Chemistry, Royal Society of Chemistry
- 1989 Sir Edward Frankland Prize and Lecture
- 1992 Karl-Ziegler-Preis
- 1995 Davy Medal
- 1997 ACS Award in Organometallic Chemistry
- 2015 European Prize for Organometallic Chemistry

1985 wurde er Fellow der Royal Society.